# Constantin Nicolescu
Constantin Nicolescu (n. 1 septembrie 1945, Mihăești, România – d. 13 iunie 2023, Mihăești, Argeș, România) a fost un politician român, membru al Partidul Social Democrat.
Data nașterii: 1 septembrie 1945 în comuna Mihăiești, județul Argeș; al șaptelea născut într-o familie cu 11 copii.
Starea civilă: Căsătorit; trei copii
Apartenență politică: Partidul Social Democrat (PSD)
Activitate politică:
- Din 7 ianuarie 1995 – membru a PDSR, primvicepreședinte al Organizației Județene Argeș;
- Din 1996 – Membru al Biroului Executiv Central al PDSR, activând în cadrul Departamentului pentru Industrii al Consiliului Național al PSD;
- Prefect al județului Argeș în perioada 28 aprilie 1995 – 20 decembrie 1996;
- Consilier județean al Partidului Social Democrat în perioada 17 iunie 2000 – 22 februarie 2001;
- Senator al Partidului Social Democrat – 2000 – 2004;
- Secretar al Biroului Permanent al Senatului României - 2000 – 2003;
- Președinte al Comisiei Speciale a Camerei Deputaților și Senatului pentru exercitarea controlului parlamentar asupra Serviciului de Informații Externe (2001 – 2004);
- Membru al Comisiei de Apărare a Senatului României (2000 – 2004);
- Secretar al Grupului Parlamentar de prietenie cu Republica Columbia (2000 – 2004);
- Membru al Grupului Parlamentar de prietenie cu Republica Chile (2000 – 2004);
- Deputat mirean în Adunarea Bisericească Națională;
- Președinte Executiv al Organizației Județene Argeș 2003 – aprilie 2005;
- Președinte al Consiliului Județean Argeș – din iunie 2004 și în prezent;
- Președinte al Organizației Județene a PSD Argeș – din aprilie 2005 și în prezent;
- Vicepreședinte și membru al Consiliului Director al Uniunii Naționale a Consiliilor Județene din România – februarie 2006 – prezent;
- Președinte al Consiliului de Dezvoltare Regională Sud Muntenia – mai 2006 – august 2007;
- Președinte Crucea Roșie, filiala Argeș – aprilie 2007 – prezent;
- Vicepreședinte al Comitetului Regional de Evaluare Strategică și Corelare Sud Muntenia (CRESC) – ianuarie 2008 – prezent;
- Vicepreședinte al Partidului Social Democrat – februarie 2008 – prezent;
- Reprezentantul U.N.C.J.R. - Președintele Comisiei pentru Dezvoltare Durabilă din cadrul Congresului Puterilor Locale și Regionale din Europa – iulie 2008 – prezent.

Alte responsabilități publice:
- Președinte al Federației Naționale a Dealerilor de Autoturisme din România
- Lector din 1998 al Universității Constantin Brâncoveanu, susținând cursul Managementul Afacerilor Economice Internaționale
- Președinte al Fundației Filantropice și caritabile Vâlsan
- Președinte executiv al Fundației culturale Dinu Lipatti

Studii, specializări:
- 1968 - Absolvent al Liceului Dinicu Golescu din Câmpulung Muscel
- 1973 - A absolvit Institutul Politehnic București - Institutul de Învățământ Tehnic Pitești, Specializarea - Întreținere și reparații auto;
- 1974 - 1978 - A urmat cursurile Academiei de Studii Economice București, Facultatea de Comerț, specialitatea : Relații Economice Internaționale
- 1979 - Absolvent al Cursurilor postuniversitare de specializare în management- marketing internațional organizate de Academia de Studii Economice București
- 1986 - Absolvent al Cursurilor postuniversitare de organizare și conducere a activității în industrie. Din 1998 - devine Doctor în Relații economice internaționale cu lucrarea Perfecționarea activității de management - marketing în producția și exportul de autoturisme, cu referire la autoturismul ARO

Limbi străine cunoscute: 
Franceza
Activitate profesională:
- 1962 - 1967 - Frezor-sculer la Fabrica de scule Râșnov și Uzina Mecanică Muscel
- 1967 - 1969 - Mecanic auto punți ARO la Uzina Mecanică Muscel
- 1973 - Tehnolog la Serviciul Tehnic al Uzinei de Autoturisme Dacia Pitești
- 1973 - 1974 - Reprezentantul Uzinei Dacia Renault în America Latină - Columbia
- 1975 - 1980 - Profesor-inginer la Liceul Industrial Nr.1 Pitești, predând cursul de Întreținere și reparații auto
- 1974 - 1985 a lucrat la Grupul Unităților de Asistență Tehnică pentru Autoturisme Pitești (IATSA), îndeplinind, pe rând, următoarele atribuții: șef de atelier (1974 - 1978); șef secție - coordonator a 20 de unități service (1978 - 1979)
- 1979 - 1985 - director general GUATA (IATSA)
- 1985 - 1990 - Director Comercial la Centrala Industrială de Autoturisme Pitești, coordonator al activității de comerț exterior și interior. Din 1990 - Director, manager și director general la S.C. Grupul IATSA SA Pitești

Hobby, preocupări extraprofesionale:
Automobilism, ski, tenis de câmp, vânătoare
Naționalitate, religie:
Român, ortodox
Fostul președinte al consiliului județean Argeș, Constantin Nicolescu a fost înmormântat, joi, 15 iunie 2023, în comuna Stâlpeni, din județul Argeș (localitatea natală a soției lui)

## Condamnare penală
Pe 18 mai 2011 Constantin Nicolescu a fost trimis în judecată de Direcția Națională Anticorupție pentru folosirea sau prezentarea de documente ori declarații false, fals intelectual, luare de mită și instigare la abuz în serviciu. Pe 5 februarie 2015 a fost condamnat definitiv de Curtea de Apel București la 7 ani și 8 luni de închisoare cu executare.
Pe 29 mai 2017, Constantin Nicolaescu a fost eliberat din penitenciar după ce a fost condamnat în justiție pentru fraudare de fonduri europene.
Pe 24 aprilie 2023 Constantin Nicolescu a fost achitat definitiv de Înalta Curte de Casație și Justiție într-un nou dosar.